# Buchnera lisowskiana
Buchnera lisowskiana är en snyltrotsväxtart som beskrevs av R. Mielcarek. Buchnera lisowskiana ingår i släktet Buchnera och familjen snyltrotsväxter. Inga underarter finns listade i Catalogue of Life.